# Afterburner
Se även efterbrännkammare
För arkadspelet, se After Burner
Afterburner är det amerikanska bluesrockbandet ZZ Tops nionde studioalbum, utgivet den 28 oktober 1985. 
Låten "Can't Stop Rockin'" var 1993 filmmusik till filmen Teenage Mutant Hero Turtles III.

## Låtlista
Samtliga låtar skrivna av Billy Gibbons, Dusty Hill och Frank Beard.
Sida ett
1. "Sleeping Bag" – 4:03
2. "Stages" – 3:32
3. "Woke Up with Wood" – 3:45
4. "Rough Boy" – 4:50
5. "Can't Stop Rockin'" – 3:02

Sida två
1. "Planet of Women" – 4:04
2. "I Got the Message" – 3:27
3. "Velcro Fly" – 3:29
4. "Dipping Low (In the Lap of Luxury)" – 3:11
5. "Delirious" – 3:41

## Musiker
- Billy Gibbons – gitarr, sång
- Dusty Hill – elbas, sång
- Frank Beard – trummor